# Cardabiodontidae
Famille
Espèces de rang inférieur
- † Cardabiodon (type) Siverson, 1999
- † Dwardius Siverson, 1999
- † Parotodus ? Cappetta, 1980

Les Cardabiodontidae forment une famille fossile de requins lamniformes ayant vécu durant le Crétacé supérieur en Amérique du Nord, en Europe, en Inde et en Australie. Deux genres sont actuellement reconnus : Cardabiodon et Dwardius,,. Il a été suggéré que Parotodus pourrait également appartenir à cette famille, mais les auteurs qui ont initialement fait cette proposition ont exprimé un affaiblissement de sa justification.